# Yu Song
Yu Song (kinesiska:于颂), född 6 augusti 1986 i Qingdao, är en kinesisk judoutövare. Hon tog en bronsmedalj i tungvikt vid de olympiska judotävlingarna 2016 i Rio de Janeiro.
Hon har även tagit två guldmedaljer vid världsmästerskapen 2015 och 2017.